# Minterm
Zasugerowano, aby zintegrować ten artykuł z artykułem maksterm. Nie opisano powodu propozycji integracji.
Minterm – term składający się z literałów połączonych logicznym symbolem koniunkcji, który dla dokładnie jednej kombinacji wejść danej funkcji przyjmuje wartość 1. Minterm zawiera wszystkie literały danej funkcji.

## Możliwe mintermy
Do każdej funkcji boolowskiej {\displaystyle f(x_{1},x_{2},...,x_{n})\,{}} z {\displaystyle n} literałami (zmiennymi boolowskimi) istnieje maksymalnie {\displaystyle 2^{n}} mintermów.
W przypadku trzech zmiennych mintermy brzmią następująco, przy czym {\displaystyle {\bar {x}}_{i}} to literał zanegowany:
| indeks | x3x2x1 | minterm                                                                  |
| ------ | ------ | ------------------------------------------------------------------------ |
| 0      | 0 0 0  | {\displaystyle {\bar {x}}_{3}\wedge {\bar {x}}_{2}\wedge {\bar {x}}_{1}} |
| 1      | 0 0 1  | {\displaystyle {\bar {x}}_{3}\wedge {\bar {x}}_{2}\wedge x_{1}}          |
| 2      | 0 1 0  | {\displaystyle {\bar {x}}_{3}\wedge x_{2}\wedge {\bar {x}}_{1}}          |
| 3      | 0 1 1  | {\displaystyle {\bar {x}}_{3}\wedge x_{2}\wedge x_{1}}                   |
| 4      | 1 0 0  | {\displaystyle x_{3}\wedge {\bar {x}}_{2}\wedge {\bar {x}}_{1}}          |
| 5      | 1 0 1  | {\displaystyle x_{3}\wedge {\bar {x}}_{2}\wedge x_{1}}                   |
| 6      | 1 1 0  | {\displaystyle x_{3}\wedge x_{2}\wedge {\bar {x}}_{1}}                   |
| 7      | 1 1 1  | {\displaystyle x_{3}\wedge x_{2}\wedge x_{1}}                            |

## Mintermy vs. makstermy
Każdą funkcję logiczną {\displaystyle f} można zapisać jako sumę mintermów. Mintermy są wtedy ujęte jako człony dysjunkcyjnej postaci normalnej. W poniższym przypadku postać ta przyjmuje formę:
{\displaystyle \operatorname {DPN} =f(x_{3},x_{2},x_{1})=} {\displaystyle ({\bar {x}}_{3}\wedge {\bar {x}}_{2}\wedge {\bar {x}}_{1})\vee ({\bar {x}}_{3}\wedge x_{2}\wedge x_{1})\vee (x_{3}\wedge {\bar {x}}_{2}\wedge {\bar {x}}_{1})\vee (x_{3}\wedge {\bar {x}}_{2}\wedge x_{1})\vee (x_{3}\wedge x_{2}\wedge x_{1}).}
Odpowiednio funkcja może też zostać przedstawiona jako iloczyn makstermów, gdzie makstermy są ujęte jako człony koniunkcyjnej postaci normalnej. W poniższym przypadku postać ta przyjmuje formę:
{\displaystyle \operatorname {KPN} =f(x_{3},x_{2},x_{1})=} {\displaystyle (x_{3}\vee x_{2}\vee {\bar {x}}_{1})\wedge (x_{3}\vee {\bar {x}}_{2}\vee x_{1})\wedge ({\bar {x}}_{3}\vee {\bar {x}}_{2}\vee x_{1}).}
| indeks | x3x2x1 | wartość funkcji | minterm                                                                  | maksterm                                                    |
| ------ | ------ | --------------- | ------------------------------------------------------------------------ | ----------------------------------------------------------- |
| 0      | 0 0 0  | 1               | {\displaystyle {\bar {x}}_{3}\wedge {\bar {x}}_{2}\wedge {\bar {x}}_{1}} |                                                             |
| 1      | 0 0 1  | 0               |                                                                          | {\displaystyle x_{3}\vee x_{2}\vee {\bar {x}}_{1}}          |
| 2      | 0 1 0  | 0               |                                                                          | {\displaystyle x_{3}\vee {\bar {x}}_{2}\vee x_{1}}          |
| 3      | 0 1 1  | 1               | {\displaystyle {\bar {x}}_{3}\wedge x_{2}\wedge x_{1}}                   |                                                             |
| 4      | 1 0 0  | 1               | {\displaystyle x_{3}\wedge {\bar {x}}_{2}\wedge {\bar {x}}_{1}}          |                                                             |
| 5      | 1 0 1  | 1               | {\displaystyle x_{3}\wedge {\bar {x}}_{2}\wedge x_{1}}                   |                                                             |
| 6      | 1 1 0  | 0               |                                                                          | {\displaystyle {\bar {x}}_{3}\vee {\bar {x}}_{2}\vee x_{1}} |
| 7      | 1 1 1  | 1               | {\displaystyle x_{3}\wedge x_{2}\wedge x_{1}}                            |                                                             |

## Notacja
Oprócz powyżej przedstawionej dysjunkcyjnej postaci normalnej mintermy można zanotować również jako listę indeksów konkretnej funkcji, dla których przyjmuje ona wartość 1:
{\displaystyle f=\operatorname {MINt} (0,3,4,5,7).}